# Quyen Tran
Quyen Tran är en filmfotograf från USA.  Hon har arbetat med flera filmer inom ramen för Sundance.

## Filmografi
| År   | Titel                                                    | Regissör            |
| ---- | -------------------------------------------------------- | ------------------- |
| 2020 | Life in a Year                                           | Mitja Okorn         |
| 2020 | Palm Springs                                             | Max Barbakow        |
| 2019 | Unbelievable                                             | Lisa Cholodenko     |
| 2018 | Here and Now                                             | Alan Ball           |
| 2016 | The Night Stalker                                        | Megan Griffiths     |
| 2018 | Dark Was the Night (formerly Behold My Heart)            | Joshua Leonard      |
| 2017 | The Little Hours                                         | Jeff Baena          |
| 2017 | Deidra & Laney Rob A Train                               | Sydney Freeland     |
| 2015 | Pali Road                                                | Jonathan Lim        |
| 2015 | Off the Menu: Asian America                              | Grace Lee           |
| 2016 | To The Moon & Back                                       | Susan Morgan Cooper |
| 2015 | The Automatic Hate                                       | Justin Lerner       |
| 2013 | American Revolutionary: The Evolution of Grace Lee Boggs | Grace Lee           |
| 2013 | Free Ride                                                | Shana Sosin         |
| 2011 | Mulberry Child                                           | Susan Morgan Cooper |
| 2010 | Troublemaker                                             | Geeta Malik         |
| 2010 | Girlfriend                                               | Justin Lerner       |
| 2011 | A Bag of Hammers                                         | Brian Crano         |
| 2009 | The People I've Slept With                               | Quentin Lee         |
| 2009 | 16 to Life                                               | Becky Smith         |
| 2008 | Vietnam Overtures                                        | Stephane Gauger     |
|      | Kingship                                                 | Julien Favre        |

| År | Titel                      | Regissör              | Anteckningar                            |
| -- | -------------------------- | --------------------- | --------------------------------------- |
|    | SMILF                      | Frankie Shaw          | Vinnare, Jury award for Sundance Shorts |
|    | Keystone                   | Brandon Fayette       |                                         |
|    | Noel                       | Joseph Holt           |                                         |
|    | The Learning Curve         | Phil McCarty          |                                         |
|    | Whispers                   | George Ratliff        |                                         |
|    | The Empty Space in Between | Maria Tornberg        |                                         |
|    | Waiting Room               | Katharine O'Brien     |                                         |
|    | Imaginary Bitches          | Andrew Miller         | Emmynominering                          |
|    | The Fence                  | Matt Silas            |                                         |
|    | Monkey                     | Yoshie Suzuki         |                                         |
|    | Joburg                     | Thabo Wolfaardt       |                                         |
|    | Beast                      | Geeta Malik           |                                         |
|    | Chinese Dumplings          | Michelle Hung         |                                         |
|    | A Watermelon Seed          | Miqi Huang            |                                         |
|    | Hurricane Party            | AP Gonzalez           |                                         |
|    | Maggie's Not Here          | Justin Lerner         |                                         |
|    | Swallow                    | Emily Taylor-Mortorff |                                         |
|    | Echostop                   | Justin Lerner         |                                         |

## Personligt
Tran talar både engelska och vietnamesiska. Hon är katolik och gift med röstskådespelaren Sam Riegel.